# Kunovice (district de Vsetín)
Pour les articles homonymes, voir Kunovice.
Kunovice (en allemand : Kunowitz) est une commune du district de Vsetín, dans la région de Zlín, en Tchéquie. Sa population s'élevait à 631 habitants en 2020.

## Géographie
Kunovice se trouve à 13 km à l'est de Valašské Meziříčí, à 18 km au nord-ouest de Vsetín, à 27 km au nord-nord-est de Zlín et à 253 km à l'est-sud-est de Prague.
La commune est limitée par Kelč au nord, par Loučka et Podolí à l'est, par Rajnochovice au sud, et par Podhradní Lhota et Komárno à l'ouest.

## Histoire
La première mention écrite du village date de 1131.